# ロックマンエグゼ トランスミッション
『ロックマンエグゼ トランスミッション』（Rockman EXE Transmission、英：Mega Man Network Transmission）は、2003年3月6日にカプコンから発売されたニンテンドー ゲームキューブ用アクションゲーム。開発はアリカが担当した。

## 概要
『ロックマンエグゼ』と『ロックマンエグゼ2』の間のエピソードとなっており、熱斗の存在する現実世界よりも、ロックマンの活躍する電脳世界の方に主眼が置かれている。
ゲームボーイアドバンス（GBA）で展開しているロックマンエグゼシリーズとはゲームシステムが異なり、従来のロックマンシリーズやロックマンXシリーズと同じ横スクロールのアクションゲームとなっている（ジャンプの動作も本家のロックマンと同じく両手を上げて飛び上がるものになっている、またロックマンシリーズの敵キャラクターの一部もウイルスとして登場する）。様々なバトルチップを入手し、それをロックマンに転送して攻撃を行うのはGBA版と同様。
また、セリフのフキダシに付いているキャラクターの顔はキャラクターの公式イラストから取られている（クイックマンとフォルテはGBA版のイラストの顔）が哀しみ、怒りなどの表情が付けられている。
キャラクターボイスは、アニメ版の声優が担当した。日本版にて、タイトル画面で何もせずに放置しておくと、アニメ『ロックマンエグゼ』のノンテロップのオープニング（ファーストエリアVer.）が流れる。また、キャラクターの話し方（字幕）は原作よりアニメに近くなっている。

## システム
ゲームの大まかな流れは以下の通りである。
1. 電脳世界で事件が発生する。ネットナビの暴走・襲撃が主。このネットナビがボスキャラクターとなる。
2. 熱斗が電脳世界にロックマンをプラグインする。
3. バトルチップを駆使して、電脳世界にいるロックマンを進めて行く。
4. 最奥部でボスキャラクターと対戦（ネットバトル）し、勝利するとステージクリアとなる。
5. ストーリーが進行し、次の事件が起こる。

ロックマンが活躍する3、4の段階に重点が置かれ、熱斗がプラグインするまでの段取りは本編と比べ簡略化されており、現実世界のマップ画面に表示される地点を選択して行うようになっている。
事件が起きたらすぐに解決しなければならないということはなく、不安要素があるならば、いつでも過去に攻略したステージに戻ってバトルチップを手に入れたり、お金を稼いだりできる。
バトルチップの性能や攻撃力は原作と異なるものが多い。

## バグ
ゼロ戦前にグローバルエリア3で「なぞのソース」というアイテムを入手してからゼロに勝利しなければゼロのナビチップが入手できず、全種類のチップを集めることができない。そのため、再入手は不可能でやり直すにはゲームを初めからプレイするしかない。

## 登場人物
キャラクターボイスは日本版と海外版共に、日本語音声のみだが海外版の場合、プラグイン時の台詞の一部省略や英語字幕がある。
光 熱斗（ひかり ねっと）
声 - 比嘉久美子
ロックマン
声 - 木村亜希子
桜井 メイル（さくらい メイル）
声 - 水橋かおり
大山 デカオ（おおやま デカオ）
声 - 沼田祐介
綾小路 やいと（あやのこうじ やいと）
声 - 金丸日向子
伊集院 炎山（いじゅういん えんざん）
声 - 斎賀みつき
日暮 闇太郎（ひぐれ やみたろう）
声 - 上田祐司（現・うえだゆうじ）
ロール
声 - 城雅子
光 祐一朗（ひかり ゆういちろう）
声 - 永野広一
光 はる香（ひかり はるか）
声 - 城雅子
氷川 清次（ひかわ せいじ）
声 - 鈴木琢磨
ワイリー博士
声 - 長克巳
教授
声 - 関俊彦
ゼロウイルス事件の首謀者で元WWWの幹部。ワイリーの遺志を継いでインターネットの破滅をもくろむが、熱斗とロックマンに野望を打ち砕かれて最後はオフィシャルに逮捕された。
ゼロ
声 - 宇垣秀成

## エリア
デンサンエリア
火事のインターネット
最序盤のみ訪れる事ができるエリア。本来はデンサンエリア3に相当するエリアであり、ボスを撃破した後（火事がおさまった後）は名前がデンサンエリア3に変わる。
グローバルエリア
インターネットの外れ
エリア右下にはナンバーマンがおり、ヒグレヤと同じようにチップや強化アイテムを売ってくれる。なお、商品のラインナップはヒグレヤとは異なる。
庭園の電脳世界
木属性のウイルスが多数出現する。
電気街の電脳世界
電気属性のウイルスが多数出現する。
水道局の電脳世界
水属性のウイルスが多数出現する。床の殆どが凍りついており、滑りやすい。
銀行の電脳世界
触れると即死のレーザーが多数配置されており、難易度は高め。一部の地形が『ロックマン2 Dr.ワイリーの謎』のクイックマンステージのオマージュとなっている。
ゲームセンターの電脳世界
スロット、ルーレット、パチンコなど、ギャンブル関連のオブジェが多数出てくる。また、スロットゲームができる場所がある。
発電所の電脳世界
一部の地形およびトラップが初代ロックマンのエレキマンステージのオマージュとなっている。
旧世代エリア
奇妙な紋の描かれたオブジェ、褐色に染まったブロックなど、全体的に古めかしい雰囲気が漂うエリア。しかしロックマン曰く、古く見せかけているだけらしい。
重力異常エリア
場所によってジャンプ力が著しく下がったり、重力が反転したりする。
無重力エリア
背景には宇宙が広がっている。ロックマンのジャンプ力が大きく上昇する。
ゼロアカウント
赤い線と黒いブロックだけで構成された不気味なエリア。
伝説のWWWエリア
WWWがドリームウイルスのプロトタイプを開発していた際の拠点。
WWW跡地の電脳世界
ウラインターネット

### ボスキャラクター
（*）は本作オリジナル。スターマンは後に『ロックマンエグゼ4.5 リアルオペレーション』に、さらにドリームウイルスR以外のキャラクターはアニメにも登場する（ソードマンとゼロの声優は異なる）。
ファイアマン
声 - 加藤木賢志
元WWWのナビ。ゼロウイルスに感染してデンサンエリア3を放火していたところをロックマンにデリートされた。HP400。
ガッツマン
声 - 下山吉光
デカオのナビ。ゼロウイルスに感染して破壊行動をしていたところをロックマンに敗れ、ゼロウイルスから解放された。HP600。
ニードルマン（*）
声 - 土屋利秀
綾小路家のメンテナンスの人物のナビ。不良風のナビ。ゼロウイルスに感染して庭園を荒らしていたところをロックマンに敗れ、ゼロウイルスから解放された。凶暴な性格は元かららしい。HP600。
ブライトマン（*）
声 - 小西克幸
商店街の人物のナビ。英語交じりの言葉をしゃべるヒップホップ系の男。ゼロウイルスに感染して商店街を荒らしていたところをロックマンに敗れ、ゼロウイルスから解放された。解放後はかなり性格が異なっている。HP500。
アイスマン
声 - 野田順子
氷川清次のナビ。ゼロウイルスに感染して水道局を氷漬けにしていたところをロックマンに敗れ、ゼロウイルスから解放された。HP500。
クイックマン
声 - 茂木優
ゼロウイルスに感染して銀行で暴れまわるが、ロックマンに敗れ解放された。オペレーターは身元を隠しており、事件後熱斗に感謝のメールを送った。なお本ゲームは原作ゲームの『1』『2』の間の話だが、『2』ではロックマンとは初対面という形になっている。声優はアニメと同一だが、口調は丁寧語だったアニメ版とは異なり原作と同じ口調になっている。HP500。
カラードマン
声 - 上田祐司（現・うえだゆうじ）
元WWWのナビ。ゲームセンターでイタズラをしていたところをロックマンに倒され、反省した。彼はWWWでの悪事の件は懲りているようでゼロウイルスについても知らなかった。HP700。
エレキマン
声 - 鈴木千尋
元WWWのナビ。ゼロウイルスに感染するがロックマンに敗れ、解放された。解放された際ロックマンの存在には気付かずプラグアウトした。HP700。
ソードマン（*）
声 - 中村大樹
ゼロウイルスに関係するナビ。古風口調でしゃべる。ブルースを追い込んだが、ロックマンにデリートされた。HP700。
グラビティマン（*）
声 - 下山吉光
ゼロウイルスに関係するナビ。機械のようなナビで、出現映像、HPが減る、デリートされる時以外にセリフはない。ロックマンにデリートされた。HP700。
スターマン（*）
声 - 横手久美子（現・氷青）
ゼロの右腕的存在のナビ。ロックマンに敗れ、彼の実力を認めゼロのことを伝えようとしながら絶命した。HP700。
ゼロ（*）
声 - 宇垣秀成
心を持ったウイルス。ロックマンとの戦いで改心した。「なぞのソース（ゼロの設計図）」というアイテムを手に入れていなければゼロはデリートされるが、手に入れているとゼロが祐一郎によりネットナビに転生してロックマンの仲間になる。ネットバトルシミュレーターでは戦うことはできない。HP800。
ファラオマン
声 - 藤原啓治
寝起きの悪いナビ。ロックマンにデリートされた。HP1000。
シャドーマン
声 - 伊藤健太郎
忍者の姿をした謎のナビ。ロックマンに敗れ、逃走した。エンディング後オペレーターのダーク・ミヤビと共に『2』の敵であるゴスペルに就く。HP700。
ブルース
声 - 松風雅也
炎山のナビ。ストーリーの終盤でウラインターネットに行くと、腕試しという名目で戦うことができる。クリアするだけなら戦う必要はない。HP800。
ドリームウイルスR（*）
教授によって造りだされたドリームウイルス。第1形態は旧型のドリームウイルスと似ている。第2形態は赤く小柄なドラゴンのような姿になる。HPは公式には???となっている。
フォルテ
声 - 根本圭子
条件を満たすと戦える隠しボス。HPが5000を越えているほどかなりの強者だが、600余りダメージを与えると戦闘終了となる。ゼロ同様ネットバトルシミュレーターでは戦うことはできない。